# Europees kampioenschap schaatsen vrouwen 1985
De tiende editie van het Europees kampioenschap schaatsen voor vrouwen, georganiseerd door de Internationale Schaatsunie (ISU), vond voor de vijfde keer in Nederland plaats. Na vier keer Thialf was deze editie aan Groningen toegewezen, alwaar op de buitenijsbaan in het stadspark op 12 en 13 januari 1985 het kampioenschap werd verreden. Het kampioenschap werd verreden over de kleine vierkamp (500-3000-1500-5000 meter).

## Deelname
Zesentwintig deelneemsters uit negen landen namen aan dit kampioenschap deel. Acht landen, Nederland (4), de DDR (4), Sovjet-Unie (4), Noorwegen (3), Polen (3), Zweden (3), Finland (2) en West-Duitsland (2) waren ook vertegenwoordigd op het EK in 1984. Frankrijk (1) nam voor de vierde keer deel op het EK voor vrouwen. Hongarije en Italië, in 1984 nog present, ontbraken dit jaar. Zes vrouwen maakten hun debuut op het EK.
Waar de Oost-Duitse Gabi Schönbrunn in 1984 haar landgenote Andrea Schöne-Mitscherlich als Europees kampioene opvolgde, nam Schöne-Mitscherlich dit jaar de titel weer over van Schönbrunn. Op het erepodium werd ze op plaats twee geflankeerd door Yvonne van Gennip die de vijfde Nederlandse vrouw op het eindpodium werd en daarmee in de voetsporen trad van Stien Baas-Kaiser, Ans Schut, Atje Keulen-Deelstra en Trijnie Rep. De Oost-Duitse Sabine Brehm legde beslag op de derde positie.
Achter Van Gennip eindigden nog twee Nederlandse vrouwen in de top tien. Ria Visser eindigde op de vierde plaats en Thea Limbach op plaats zeven. Debutante Grietje Mulder eindigde op de elfde plaats.
De Nederlandse delegatie behaalde deze editie vier afstandsmedailles. Yvonne van Gennip won de gouden medaille op de 3000 en 5000 meter en Ria Visser goud op de 1500 en zilver op de 5000 meter.
De afvaardiging van de Sovjet-Unie ging voor de eerste keer zonder een medaille, zowel in het eindklassement als een afstandsmedaille, terug naar huis.
Jaren later kwam dit kampioenschap weer in het nieuws, toen bekend werd dat een koffertje, met daarin de urinemonsters van de eerste vier in het eindklassement, in het Radboud Ziekenhuis werd ontvreemd. Deze affaire, waarin de toenmalige ploegarts van de KNSB als verdachte werd aangemerkt, werd door de bond in de doofpot gestopt.

## Afstandmedailles
| Afstand | Goud                       | Zilver                     | Brons             |
| ------- | -------------------------- | -------------------------- | ----------------- |
| 500m    | Andrea Schöne-Mitscherlich | Zofia Tokarczyk            | Erwina Ryś-Ferens |
| 1500m   | Ria Visser                 | Andrea Schöne-Mitscherlich | Sabine Brehm      |
| 3000m   | Yvonne van Gennip          | Andrea Schöne-Mitscherlich | Gabi Schönbrunn   |
| 5000m   | Yvonne van Gennip          | Ria Visser                 | Sabine Brehm      |

## Klassement
Achter de namen staat tussen haakjes bij meervoudige deelname het aantal deelnames.
| #      | Naam                              | Punten  | 500m       | 3000m        | 1500m        | 5000m          |
| ------ | --------------------------------- | ------- | ---------- | ------------ | ------------ | -------------- |
| Goud   | Andrea Schöne-Mitscherlich (3)    | 180,336 | 42,45 (1)  | 4.34,91 (2)  | 2.12,86 (2)  | 7.57,82 (4)    |
| Zilver | Yvonne van Gennip (2)             | 181,486 | 44,19 (14) | 4.33,77 (1)  | 2.13,92 (5)  | 7.50,28 (1)    |
| Brons  | Sabine Brehm (3)                  | 181,749 | 43,55 (9)  | 4.37,15 (4)  | 2.13,40 (3)  | 7.55,42 (3)    |
| 4      | Ria Visser (3)                    | 182,058 | 44,30 (17) | 4.38,02 (5)  | 2.12,24 (1)  | 7.53,42 (2)    |
| 5      | Olga Plesjkova (3)                | 182,948 | 43,26 (5)  | 4.39,39 (6)  | 2.14,77 (8)  | 8.02,00 (6)    |
| 6      | Gabi Schönbrunn (5)               | 183,333 | 44,21 (16) | 4.36,91 (3)  | 2.15,42 (9)  | 7.58,32 (5)    |
| 7      | Thea Limbach (3)                  | 184,197 | 43,69 (11) | 4.42,77 (8)  | 2.13,91 (4)  | 8.07,43 (7)    |
| 8      | Erwina Ryś-Ferens (6)             | 185,275 | 42,82 (3)  | 4.45,91 (10) | 2.13,93 (6)  | 8.21,61 (11)   |
| 9      | Natalja Petroeseva (4)            | 185,828 | 43,49 (8)  | 4.46,78 (11) | 2.16,54 (10) | 8.10,29 (8)    |
| 10     | Annette Carlén-Karlsson (5)       | 186,104 | 43,66 (10) | 4.47,54 (12) | 2.14,18 (7)  | 8.17,95 * (10) |
| 11     | Grietje Mulder                    | 186,386 | 44,52 (19) | 4.42,34 (7)  | 2.17,17 (11) | 8.10,87 (9)    |
| 12     | Irina Bogatova                    | 188,173 | 42,98 (4)  | 4.50,89 (15) | 2.18,65 (14) | 8.24,96 (13)   |
| 13     | Irina Fateyeva                    | 188,799 | 43,77 (12) | 4.50,04 (14) | 2.19,23 (15) | 8.22,79 (12)   |
| 14     | Sigrid Smuda (3)                  | 190,894 | 44,59 (20) | 4.53,31 (16) | 2.17,98 (12) | 8.34,26 (14)   |
| 15     | Marie-France van Helden-Vives (2) | 191,217 | 44,03 (13) | 4.53,96 (17) | 2.20,29 (17) | 8.34,31 (15)   |
| 16     | Lilianna Jezierska-Morawiec       | 193,586 | 43,45 (7)  | 4.54,36 (18) | 2.18,63 (13) | 9.08,66 (16)   |
| NC17   | Aila Tartia (5)                   | 140,340 | 44,19 (19) | 4.55,20 (20) | 2.20,85 (20) |                |
| NC18   | Edel Therese Høiseth (3)          | 140,761 | 43,43 (6)  | 5.03,13 (24) | 2.20,43 (18) |                |
| NC19   | Zofia Tokarczyk                   | 141,083 | 42,69 (2)  | 5.01,58 (23) | 2.24,39 (22) |                |
| NC20   | Maila Lehtimäki (3)               | 141,185 | 44,35 (18) | 4.59,43 (22) | 2.20,79 (19) |                |
| NC21   | Jasmin Krohn (2)                  | 142,846 | 45,54 (21) | 4.54,94 (19) | 2.24,45 (23) |                |
| NC22   | Lena Andersson                    | 143,914 | 46,68 (23) | 4.55,99 (21) | 2.23,71 (21) |                |
| NC23   | Minna Nystedt (2)                 | 147,098 | 47,22 (24) | 5.06,03 (25) | 2.26,62 (24) |                |
| NC24   | Marie Tollefsen                   | 148,501 | 47,27 (25) | 5.09,69 (26) | 2.28,85 (25) |                |
| dq     | Angelika Haßmann (3)              | 93,590  | 46,61 (22) | 4.47,88 (13) | 2.19,08 (dq) |                |
| dq     | Heike Schalling (2)               | 93,966  | 45,53 (dq) | 4.43,32 (9)  | 2.20,24 (16) |                |

* = gevallen, dq = gediskwalificeerd